# Loch Katrine
Loch Katrine (Schots Gaelisch: Loch Ceiteirein of Loch Ceathairne) is een diep meer (loch) in de Trossachs in de Schotse Hooglanden binnen Stirling. Het meer ligt in het Nationaal park Loch Lomond en de Trossachs. 
De grootste plaats aan het meer is Stronachlachar. Er is een aantal eilandjes in het meer, zoals Ellen's Isle, the Black Isle en Factor's Isle. Loch Katrine is de setting van het gedicht The Lady of the Lake van Walter Scott en de opera La donna del lago van Gioachino Rossini.
Robert Roy MacGregor werd in 1671 aan de kop van het meer geboren.

## Etymologie
De naam van het meer is afgeleid van het Engelse cateran, verbasterd van het Gaelic woord ceathairne of veedief in onze taal.